# 卢克·莱彻
卢克·莱彻（英語：Luke Letcher，1994年6月11日—），澳大利亚男子赛艇运动员。他曾代表澳大利亚参加2020年夏季奥林匹克运动会赛艇比赛，获得男子四人双桨铜牌。